# Warren (Michigan)
Warren és una ciutat del comtat de Macomb a l'estat de Michigan als Estats Units a 21 km. al nord del centre de la ciutat de Detroit. La població al 2020 era de 139.387 habitants. És el municipi amb més habitants del comtat de Macomb, la tercera ciutat més gran de Michigan i el suburbi més gran de Detroit.
A la ciutat hi ha la seu d'importants centres d'empreses, com General Motors Technical Center, l' Arsenal de Detroit de l'exèrcit dels Estats Units, comandament de gestió del cicle de vida TACOM de l'exèrcit i el Tank Automotive Research, Development and Engineering Center (TARDEC).

## Geografia
Warren és una ciutat de l'àrea metropolitana de Detroit. Segons l'Oficina del Cens dels Estats Units, la ciutat té una superfície total de 89,18 km2, dels quals 89,04 km2 són de terra i 0,15 km2 són aigua. La ciutat cobreix un quadrat de 9,7 per 9,7 km (de 8 Mile Road a 14 Mile Road, de sud a nord) a la cantonada sud-oest del comtat de Macomb, exceptuant la ciutat de Center Line, que és una petita ciutat totalment tancada dins de Warren. Warren comparteix tota la seva frontera sud amb la frontera nord del terme de la ciutat de Detroit. Altres ciutats que limiten amb Warren són Hazel Park i Madison Heights a l'oest, Sterling Heights al nord i Fraser, Roseville i Eastpointe a l'est.

## Història
Beebe's Corners, va ser l'assentament original del que seria la ciutat de Warren. Es va originar el 1830 a la cantonada de les carreteres Mound Road i Chicago Road; el seu primer resident va ser Charles Groesbeck. Beebe's Corners era una parada de carruatges entre Detroit i Utica on hi havia també una destil·leria, un molí, una taverna i una botiga. Des de 1837 s'hi van anar afegint cases i carrers i va canviar als noms: Hickory (1837),  Alba (1938) i més endavant Warren.
L'assentament es va incorporar formalment com a poble de Warren del municipi de Warren el 28 d'abril de 1893, amb una extensió de 2.59 km² al límit de les carreteres 14 Mile Road i 13 Mile Road a l'oest de Mound Road.
El petit poble va créixer lentament, i tenia una població de 582 habitants el 1940 i de 727 el 1950. Gran part d'aquest creixement es produí amb la construcció de la planta de muntatge de camions de Chrysler el 1938, la planta de tancs de l'Arsenal militar de Detroit el 1940 durant l'armament de la Segona Guerra Mundial i  més endavant el centre tècnic de General Motors entre 1949 i 1956.
Els rierols Red Run i Bear Creek, s'han convertit en un gran desguàs temporal que flueix a través de Warren, al riu Clinton i després al llac St. Clair. El poble de Warren i la major part del municipi circumdant de Warren, juntament amb Van Dyke , es van incorporar com a ciutat el 1957, menys la ciutat de Centre Line , que s'havia incorporat com a poble del municipi de Warren el 1925 i com a ciutat el 1936.
Entre 1950 i 1960, Warren arriba als 89.426 habitants, alimentada en gran manera pel baby boom posterior a la Segona Guerra Mundial i, més tard, per la fuga de població blanca des de regions urbanes a suburbanes en aquella dècada. Aquest increment de la població va continuar durant la dècada següent, quan la població de la ciutat es va duplicar de nou, arribant finalment a un màxim de 179.000 el 1970.
Històricament, Warren va ser un municipi que excloïa els no blancs mitjançant una combinació de pràctiques discriminatòries, ordenances locals i violència. El 1970, Warren tenia una població de 180.000 habitants, amb només 28 famílies afroamericanes, la majoria de les quals vivien en una base militar. Fins al 1974, els afroamericans eren pràcticament inexistents a Warren.

### El nom de la ciutat
El nom de la ciutat li ve del veterà de la guerra de 1812 i clergue reverend Abel Warren. No obstant això, sembla que originàriament, el municipi va rebre el nom del reverend Warren, un predicador episcopal metodista nascut a Nova York que va recórrer els actuals comtats de Macomb , Lapeer , Oakland i St. Clair que va ser el primer predicador amb llicència a l'estat de Michigan. Una altra versió de la font del nom de la ciutat afirma que va ser anomenada així pel general Joseph Warren que va caure a la batalla de Bunker Hill.

## Clima
Warren té clima continental humit (Köppen: Dfa). Els estius són calorosos amb temperatures que superen els 32 °C (90 °F) de mitjana 8,6 dies. Els hiverns són freds, amb temperatures que no sobrepassen els 0ºC en 39 dies de mitjana de l'hivern amb algun dia molt fred per sota dels -18ºC.
| Dades climàtiques de Warren, estació de Eastpointe | Dades climàtiques de Warren, estació de Eastpointe | Dades climàtiques de Warren, estació de Eastpointe | Dades climàtiques de Warren, estació de Eastpointe | Dades climàtiques de Warren, estació de Eastpointe | Dades climàtiques de Warren, estació de Eastpointe | Dades climàtiques de Warren, estació de Eastpointe | Dades climàtiques de Warren, estació de Eastpointe | Dades climàtiques de Warren, estació de Eastpointe | Dades climàtiques de Warren, estació de Eastpointe | Dades climàtiques de Warren, estació de Eastpointe | Dades climàtiques de Warren, estació de Eastpointe | Dades climàtiques de Warren, estació de Eastpointe | Dades climàtiques de Warren, estació de Eastpointe |
| Mes                                                | Gen                                                | Feb                                                | Mar                                                | Abr                                                | Mai                                                | Jun                                                | Jul                                                | Ago                                                | Set                                                | Oct                                                | Nov                                                | Des                                                | Any                                                |
| -------------------------------------------------- | -------------------------------------------------- | -------------------------------------------------- | -------------------------------------------------- | -------------------------------------------------- | -------------------------------------------------- | -------------------------------------------------- | -------------------------------------------------- | -------------------------------------------------- | -------------------------------------------------- | -------------------------------------------------- | -------------------------------------------------- | -------------------------------------------------- | -------------------------------------------------- |
| Mijana màxima diària ºC                            | (0.4)                                              | (2.1)                                              | (7.1)                                              | (14.6)                                             | (20.9)                                             | (26.7)                                             | (29.0)                                             | (27.6)                                             | (23.8)                                             | (16.8)                                             | (9.4)                                              | (2.5)                                              | (15.1)                                             |
| Mitjana diària ºC                                  | (−3.6)                                             | (−2.6)                                             | (1.7)                                              | (8.4)                                              | (14.8)                                             | (20.5)                                             | (22.9)                                             | (21.8)                                             | (17.7)                                             | (11.2)                                             | (4.9)                                              | (−1.3)                                             | (9.7)                                              |
| Mitjana mínima diària ºC                           | (−7.7)                                             | (−7.3)                                             | (−3.7)                                             | (2.2)                                              | (8.6)                                              | (14.3)                                             | (16.8)                                             | (16.0)                                             | (11.6)                                             | (5.5)                                              | (0.3)                                              | (−5.1)                                             | (4.3)                                              |
| Precipitació mitjana mm                            | (47)                                               | (46)                                               | (58)                                               | (78)                                               | (82)                                               | (86)                                               | (82)                                               | (86)                                               | (88)                                               | (70)                                               | (77)                                               | (63)                                               | (863)                                              |
| font: NOAA (1981–2010)                             |                                                    |                                                    |                                                    |                                                    |                                                    |                                                    |                                                    |                                                    |                                                    |                                                    |                                                    |                                                    |                                                    |

## Economia
L'Informe Financer Anual de 2022 de la ciutat, [ 33 ] detalla les empreses amb més empleats: General Motors amb 23..823 empleats, el Govern dels Estats Units amb 7.800, Stellantis amb 5.523 empleats, seguits de Ascension (sistema de salut catòlic) 2.407 i Lipari Foods (aliments) 1.300.

## Govern
El govern municipal està format per un alcalde, un secretari i diverses juntes i comissions. Les juntes inclouen la Junta d'apel·lacions de zonificació, la junta de revisió, la junta de patrons de jubilació dels empleats i la junta d'apel·lacions de la construcció. Les comissions inclouen Comissions de Benestar Animal, Embelliment, Compensació de salaris públics, Crim, Cultura, Discapacitats, Històric, Habitatge, Biblioteca, Planificació, Policia i Bombers i Comissions del Districte Històric.